# Wiosło
Wiosło – ręczny pędnik łodzi wykonany z drewna, tworzyw sztucznych, lekkich stopów metali lub kombinacji tych materiałów. Ze względu na budowę wiosła dzieli się na:
- jednopiórowe (szalupowe);
- jednopiórowe (pagaj, kanadyjskie);
- dwupiórowe – kajakowe;
- pychowe (z okutym piórem).

## Wiosła jednopiórowe (szalupowe)
Wiosła te służą do wiosłowania w dulkach na szalupach, łodziach roboczych, rekreacyjnych, a także na łodziach sportowych (wyczynowych). Wiosła tego typu składają  się z następujących elementów:
1. pióra,
2. trzonu,
3. mankietu (skórzanego lub blaszanego, zabezpieczającego przed ścieraniem przez dulkę trzonu wiosła),
4. wałka,
5. rękojeści.

Punkty trzeci i czwarty dotyczą tylko typowych wioseł szalupowych.

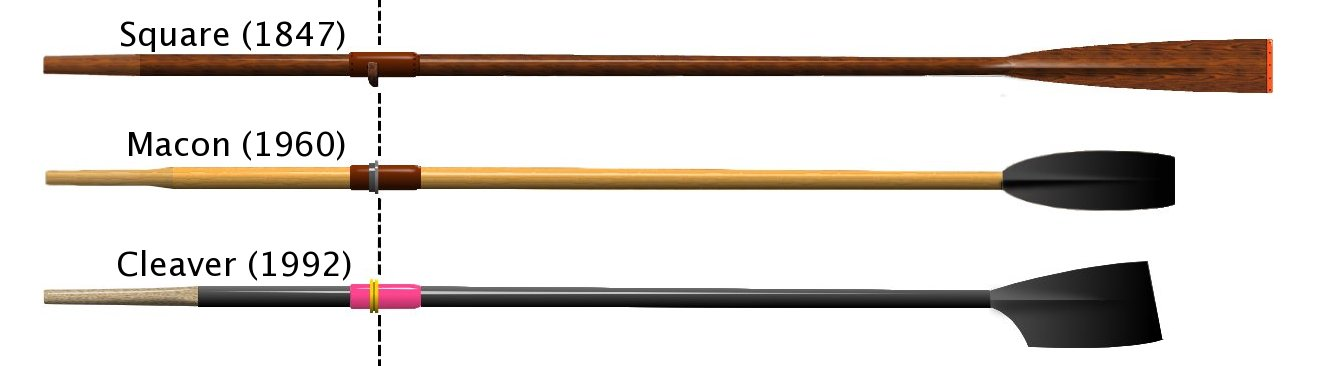
Ewolucja wiosła jednopiórowego (szalupowego)

## Wiosła jednopiórowe (pagaje, kanadyjskie)
Wiosła tego typu służą do wiosłowania z ręki na kanadyjkach, także na żaglówkach i motorówkach jako napęd pomocniczy. Wiosłuje się nimi również na deskach SUP (deskach podobnych do używanych do surfingu) oraz na smoczych łodziach. Wiosła te składają  się z następujących elementów: 

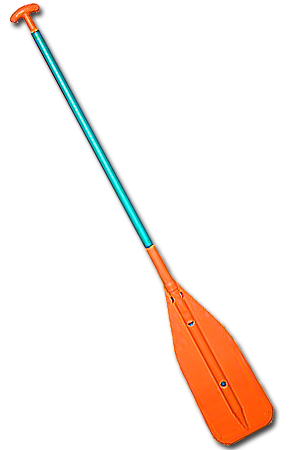
Wiosło jednopiórowe (pagaj, kanadyjskie)

1. drążka (trzonu),
2. pióra (płata) wiosła,
3. główki (uchwytu) wiosła[2].

## Wiosła dwupiórowe
Wiosła te służą do wiosłowania na kajakach. Składają się z:

Dwupiórowe wiosło kajakowe
(a) widok z góry
(b) widok z boku ukazujący różne kąty nachylenia piór

1. drążka (trzonu) wiosła,
2. dwóch piór (płatów)[2].

## Wiosła pychowe
Służą do odpychania się od dna, a także na głębszej wodzie do wiosłowania z ręki, stojąc – na pychówkach, a także żaglówkach. W Anglii nadal żywa jest tradycja (obecnie już tylko rekreacyjnego i sportowego) wiosłowania na pych na puntach.